# Sticherus fulvus
Sticherus fulvus är en ormbunkeart som först beskrevs av Nicaise Augustin Desvaux, och fick sitt nu gällande namn av Ren-Chang Ching. Sticherus fulvus ingår i släktet Sticherus och familjen Gleicheniaceae. Inga underarter finns listade.